# Alonzo di Benedetto
Pour les articles homonymes, voir Benedetto.
Alonzo di Benedetto est un architecte sicilien de la fin du XVIIe siècle. Originaire de Catane, il fut le seul architecte de la ville à survivre au tremblement de terre qui frappa la région en 1693, et fut ainsi le premier à entreprendre la reconstruction de la cité. Son style est représentatif du Baroque sicilien.
La reconstruction fut supervisée par l'évêque de Catane. Benedetto prit la tête d'une équipe de jeunes architectes venus spécialement de Messine, et se concentra tout d'abord sur la Piazza del Duomo. On y trouve trois palais imposants, dont celui de l'évêque et le séminaire de la ville. Tous les architectes œuvrèrent en parfaite harmonie, et il est impossible de distinguer les ouvrages directement attribuables à Benedetto. Le travail, sans être exceptionnel, témoigne d'une grande compétence : la sculpture des pierres de taille est soignée et typique du XVIIe siècle sicilien, mais la décoration des étages supérieurs est souvent superficielle, ce qui est typique du Baroque sicilien immédiatement postérieur au tremblement de terre.